# Central Bank of Ireland
De Central Bank of Ireland (Iers: Banc Ceannais na hÉireann) is de centrale bank van Ierland.
Deze bank is in 1999 onderdeel geworden van de Europese Centrale Bank en behoort tot het Europees Stelsel van Centrale Banken.
Het Currency Centre slaat de munten en drukt de bankbiljetten.